# Phialacanthus wrayi
Phialacanthus wrayi är en akantusväxtart som beskrevs av C. B. Cl.. Phialacanthus wrayi ingår i släktet Phialacanthus och familjen akantusväxter. Inga underarter finns listade i Catalogue of Life.